# Acritus depressus
Acritus depressus är en skalbaggsart som beskrevs av Bousquet och Laplante 2006. Acritus depressus ingår i släktet Acritus och familjen stumpbaggar. Inga underarter finns listade i Catalogue of Life.